# Ferrari 166 S
A Ferrari 166 S foi uma evolução da Ferrari 125 S. Feito para corridas e que se tornou um carro esporte para a rua, na forma da Inter 166. Apenas 39 carros desse modelo foram produzidos e em 1950 foi sucedido pelao166 MM.